# Trnovo (Bar)
Pour les articles homonymes, voir Trnovo.
Trnovo (en serbe cyrillique : Трново) est un village du sud du Monténégro, dans la municipalité de Bar.

## Démographie

### Évolution historique de la population
| 1948 | 1953 | 1961 | 1971 | 1981 | 1991 | 2003 |
| ---- | ---- | ---- | ---- | ---- | ---- | ---- |
| 169  | 126  | 105  | 74   | 60   | 43   | 18   |